# Boim (Lousada)
Boim ist eine Gemeinde (Freguesia) im portugiesischen Kreis (Concelho) von Lousada. In ihr leben 3109 Einwohner (Stand 30. Juni 2011).

## Geschichte
Der Ortsname geht vermutlich auf einen keltischen Namen zurück. Eine Theorie sieht das Wort Goi als Ursprung, das einen als heilig geltenden Pilz bezeichnete, in dessen Zusammenhang Zeremonien im Ort stattfanden. Die Römer, Westgoten und schließlich die Araber veränderten den Namen demzufolge über Goim, Guym und Aboim zur heutigen Form. Eine zweite Theorie sieht einen hier lebenden keltiberischen Krieger im Ursprung, dessen latinisierter Name Abolinus lautete, und aus dem sich durch nachfolgende Völker und Kulturen, ähnlich wie in der ersten Theorie beschrieben, der heutige Ortsname entwickelte.
In den königlichen Erhebungen von 1258 wurde der Ort bereits als eigenständige Kirchengemeinde geführt.

## Kultur und Sehenswürdigkeiten
Neben der Kapelle Capela de São Jorge steht insbesondere die Gemeindekirche Igreja Paroquial de Boim (nach ihrem Schutzpatron auch Igreja de São Vicente) aus dem 16. Jahrhundert unter Denkmalschutz.
Alljährlich am letzten Sonntag des Januars findet das Gemeindefest zu Ehren des hl. Vinzenz (port.: São Vicente) statt, und am letzten Sonntag im April widmet die Gemeinde ein Fest dem hl. Georg (port.: São Jorge).

## Wirtschaft
Textil- und Schuhindustrie ist in der Gemeinde von Bedeutung, insbesondere im Gewerbegebiet der Gemeinde, dem Parque Industrial.

## Verwaltung
Boim ist Sitz der gleichnamigen Gemeinde (Freguesia). Folgende Ortschaften liegen in der Gemeinde:
| - Ameixoeira - Arcas - Arroteia - Barroca - Boim - Campos - Carcavelos - Cerquinha - Cima de Vila - Corgas | - Corgo - Costa Nova - Costa Velha - Cruzeiro - Eiras - Engenho - Ermeiro - Fonte - Fundões - Geruvila | - Igreja - Marleu - Monte - Outeirinho - Outeiro - Peitugueiro - Penedo - Poupa - Preza - Real de Baixo | - Real de Cima - Reguengo - Sá - Sedoura - Tapada - Tapado - Tunim - Varanda - Vila Chã |